# Вишнёвый (разъезд)
Вишнёвый — бывший разъезд Волгоградского региона Приволжской железной дороги, расположенный у села Лог в Иловлинском районе Волгоградской области, на линии Иловля-I — Филоново.

## Деятельность
Согласно «Книге 2. Часть 1. Раздел 1. Алфавитный справочник раздельных пунктов (станций, разъездов, постов, блокпостов и обгонных пунктов)» Тарифного руководства № 4, на разъезде осуществлялась:
- Посадка и высадка пассажиров на (из) поезда пригородного и местного сообщения. Приём и выдача багажа не производятся[2].

Фактически в настоящее время пассажирские поезда и электрички на станции не останавливаются.

## История
Разъезд открыт в 1928 году. Закрыт в 2006 году в связи со строительством второго пути на участке Липки — Лог.

## Происшествия
1 августа 1992 года на разъезде Вишнёвый из-за сна локомотивной бригады в 5:5 утра грузовой поезд № 2411, проехав на запрещающий сигнал светофора, врезался во встречный пассажирский поезд № 202 Москва-Волгоград. В результате столкновения травмированы пассажиры поезда № 202, повреждены тепловозы. Локомотивная бригада заснула из-за нарушения режима работы, допущенного значительного количества сверхурочных часов работы и нарушения установленной продолжительности работы бригады.